# Федерация Анархистов Италии
Итальянская анархическая федерация (ИАФ; ит. FAI — Federazione Anarchica Italiana) является организацией нескольких анархистских групп и движений в Италии.
ИАФ была основана в 1945 году в Карраре. Базировалась на опыте существовавшего ранее Итальянского анархистского союза (Unione Anarchica Italiana), сформированного на основе Декларации принципов Болонского конгресса 1920 года, действовавшего тайно в годы фашистского правления в Италии и во время Второй мировой войны.
Члены организации действуют на основе «Ассоциативного соглашения», который регулирует деятельность федерации и «Анархистской программы», суммирующей политические идеи ИАФ.
Печатным органом федерации является еженедельная газета Umanità Nova, основанная в 1920-е году Эррикой Малатеста.
На международном уровне, Итальянская анархическая федерация с 1968 года является членом (и одним из основателей) Интернационала Федераций Анархистов, объединяющего основные анархистские федерации по всему миру.

## Сайт ИАФ
- Sitio oficial de la FAI